# 三浦健
三浦 健（みうら たけし）は日本のゲームミュージック作曲家。
音楽系専門学校を卒業後、PCソフトメーカーにサウンドクリエイターとして就職。
株式会社エポック社及び、株式会社ネクステック(現・株式会社ネクスエンタテインメント）にてサウンド業務に就従。
2005年にネクステックを退社し独立。サウンドグラフィティースタジオを設立し、2023年2月に株式会社C-Gardenに事業譲渡をし、同社に従事。

## 作品
- ドラえもん のび太と復活の星
- バイオハザードシリーズ
  - バイオハザード CODE:Veronica
  - バイオハザード ダークサイド・クロニクルズ
  - バイオハザード リベレーションズ
- タイムクライシスシリーズ
  - タイムクライシス3
  - タイムクライシス4
- シャイニング・ティアーズ
- ひだまりスケッチ どこでもすごろく×365
- ロザリオとバンパイア CAPU2 恋と夢の狂想曲
- ソ・ラ・ノ・ヲ・ト 乙女ノ五重奏
- アルカナ・ファミリア -La storia della Arcana Famiglia-
- CODE OF JOKER
- 地球壊滅的B級カノジョZ 宇宙大戦
- スーパーロボット大戦OGサーガ 魔装機神F COFFIN OF THE END[1]
- カレイドイヴ
- ファントムオブキル
- Go!プリンセスプリキュア シュガー王国と6人のプリンセス!
- 東京喰種 JAIL
- PROJECT X ZONE 2:BRAVE NEW WORLD